# Семантическая память
Семанти́ческая па́мять (от греч. σημαντικός — «обозначающий») — система декларативной памяти для фиксации, хранения и актуализации обобщённых знаний о мире. Семантическая память основана на запоминании смысловых характеристик чего-либо.
Согласно Энделю Тульвингу, семантическая память необходима для использования языковых средств и представляет собой систему, состоящую из элементов — знаний, представленных словами и иными вербальными символами, их значениями, отношениями между ними, а также правилами применения этих символов, понятий и их связей. Семантическая память не запечатлевает эмоциональные реакции на внешние факторы, но способна хранить их в виде нейтрального знания.

## История
Термин «семантическая память» был введен в науку в конце 1960-х годов Майклом Россом Квиллианом, предложившим концепцию семантических сетей.

## Семантическая и эпизодическая память
В 1972 году Эндель Тульвинг выделил в декларативной памяти два независимых вида памяти — семантическую (для хранения знаний) и эпизодическую (хранение воспоминаний о событиях).
Семантическая память отличается от эпизодической тем, что она оперирует знаниями, отражающими социальный и культурный опыт общества, но относительно нейтральными по отношению к личности конкретного человека. Ещё одной отличительной чертой является то, что информация хранится в семантической памяти независимо от временной последовательности её запечатления, а также может претерпевать корректировку в связи с поступлением новой уточняющей информации. Также семантическая система, по сравнению с эпизодической, гораздо менее подвержена утрате информации со временем. Эпизодическая память тесно связана в своем функционировании с семантической памятью Семантическая же система, при условии наличия большого объёма внешней стимуляции, может быть вполне независимой от функционирования эпизодической в аспектах записи и хранения информации.

## Организация информации в семантической памяти
В разработках М. Р. Квиллиана, впервые предложившего концепцию семантических сетей, приводится описание ряда экспериментальных проб, результатом которых стала идея устройства семантической памяти. Согласно Квиллиану, семантическая память представляет собой совокупность структурно организованных семантических сетей, состоящих из понятий (узлов) разного уровня и связей между ними. Взаимосвязь понятий является иерархической — от конкретных понятий к более абстрактным (например, «яблоко» в сети понятий будет находиться ниже более обобщенной категории «фрукт»). Каждый из узлов сети является носителем некоторого количества качественных характеристик, специфичных как для своего уровня, так и для элементов, расположенных ниже в иерархической структуре.
Системе семантической памяти присущ принцип экономии своих ресурсов, то есть более конкретные узлы содержат только свои специфичные характеристики, но не содержат в себе характеристик более обобщенных, вышележащих узлов сети. Для того чтобы совершить умозаключение о наличии свойств вышележащего узла у более конкретного узла, необходимо по логической цепочке перейти от более конкретного понятия к более обобщенному понятию и его свойствам (например, «воробей» — это «птица», а, значит, у него есть крылья). Поэтому для вынесения таких, требующих перехода между категориями, суждений необходимо больше времени, чем для умозаключений, не выходящих за пределы одного узла («воробей» — маленький), что было показано в экспериментах М. Р. Квиллиана и Алана Коллинса.
Элементы в семантической сети организованы не только по формальным признакам тех или иных объектов, но и по степени их эмпирической значимости для человека, как показал в своих экспериментах Р. Конрад, а также по степени своей типичности для вышележащей категории (например, «яблоко», скорее всего, в сознании европейского человека будет являться более типичным представителем категории «фрукты», чем «манго»), что было выявлено экспериментами Э. Рош в 1973 году. Такая организация также оказывает влияние на скорость извлечения информации из семантической памяти (более значимое и типичное понятие будет извлекаться быстрее).
Интегрируя все перечисленные особенности построения семантических сетей, Дж. Лофтус и А. Коллинс заключили, что расстояния между разными категориями семантической сети зависят от степени их семантической близости, которая строится по формальным и эмпирическим характеристикам. Так они создали модель «распространяющейся активации», согласно которой обращение к какому-либо понятию увеличивает доступность актуализации тех узлов, которые с ним связаны, причем доступность становится тем меньше, чем больше расстояние между актуализированным понятием и связанным с ним узлом.
Важно, что категории не имеют равного статуса в системе семантической сети. Согласно Л. С. Выготскому, они могут различаться по уровню сложности, обобщенности и специфике функционирования.
- Первый уровень — синкретическое обобщение — сделанное на основе случайно возникших признаков.
- Второй уровень — комплексное обобщение — сделанное на основе неустойчивых характеристик.
- Третий уровень — псевдопонятие (переходная форма от комплексного обобщения к понятию) — обобщение сделано на основе устойчивых и существенных характеристик, но это знание применяется не во всех случаях. В некоторых аспектах человек намеренно остается на этом уровне (к примеру, в определениях критериев принадлежности к тому или иному архитектурному стилю)
- Четвертый уровень — истинное понятие — обобщение, сделанное на основе значимых и присутствующих у всех объектов категории признаков. Также иначе называется научным (Л. С. Выготский) или теоретическим (Давыдов В. В.) понятием[2][6].

Стоит отметить, что в семантической памяти хранятся не только отдельные вербальные понятия, но и пространственные представления (например, знания об определенной местности), образы, схемы и сценарии ситуаций (то есть представления о контексте ситуации, а также вся знаемая нами информация об определенных жизненных ситуациях (например, о принятом в обществе поведении в ресторане), которая влияет на наше восприятие и интерпретацию происходящих с нами событий и способствует взаимопониманию между людьми за счет общего понимания контекста события).

## Забывание в системе семантической памяти
Забывание в семантической памяти обычно связывают не со стиранием её следов, а с возникновением трудностей доступа к нужному фрагменту информации. Этот механизм хорошо иллюстрирует экспериментально открытый Роджером Брауном (Roger Brown) и Дэвидом МакНейллом (David McNeill) эффект, называемый «верчением на кончике языка». Он является распространенным феноменом в повседневной жизни и проявляется в трудностях воспроизведения нужного слова при полной уверенности человека в том, что он знает это слово. О том, что этот феномен связан именно с проблемами доступа к информации, а не с её утратой, свидетельствует быстрое вспоминание необходимого слова при подсказке его первой буквы, а также тот факт, что зачастую человек может вспоминать некоторую информацию об искомом слове, например, правильно называть количество его слогов, при невозможности вспомнить и назвать слово целиком.

## Мозговая организация семантической памяти
Согласно данным современных исследований, в обеспечении семантической памяти участвует большое количество зон головного мозга, а именно префронтальная кора, а также височная и теменная области мозга. Отмечается также, что более весомый вклад в обеспечение процессов семантической памяти вносит левое полушарие головного мозга, что может быть объяснено теснейшей связью семантической памяти с речевыми процессами, для которых левое полушарие является доминантным.